# NGC 1360
NGC 1360 é uma nebulosa planetária na direção da constelação de Fornax. O objeto foi descoberto pelo astrônomo August Winnecke em 1868, usando um telescópio refrator com abertura de 3,5 polegadas. Devido a sua moderada magnitude aparente (+9,4), é visível apenas com telescópios amadores ou com equipamentos superiores. 